# In-Grid
Ingrid Alberini (Guastalla, 11 de setembro de 1978), também conhecida pelo seu nome artístico In-Grid, é uma cantora e compositora italiana. Ganhou notoriedade em 2002 ao interpretar os vocais do hit dance-pop "Tu es Foutu". Além de cantar majoritariamente na língua francesa, In-Grid também interpreta diversas canções em inglês, e em seu idioma nativo, o italiano.

## Carreira
In-Grid nasceu em Guastalla, na região da Emilia-Romagna, na Itália. Criada em um ambiente artístico, seus pais eram donos de um cinema, o que a expôs a uma variedade de filmes e famosas canções desde pequena. Além disso, ela desenvolveu interesse por desenho e atuação, influências que moldaram fortemente sua escolha em se tornar cantora.
Suas primeiras apresentações tiveram início em pequenos musicais, bandas de jazz locais, e bares de sua região. Uma tragédia pessoal a levou a compor emocionantes canções, o que chamou a atenção de dois renomados produtores musicais na Itália, Larry Pignagnoli, e Marco Soncini.
Em parceria com Larry, e Marco, In-Grid compôs seu hit de maior sucesso "Tu Es Fotutu", que alcançou as principais paradas musicais na Europa, e no mundo.
Ao longo do tempo, In-Grid produziu vários álbuns de estúdio, sendo premiada com discos de ouro e platina em diversos países. A cantora também possui um profundo interesse pela filosofia e psicanálise, tendo obtido seu doutorado nessas áreas, além do interesse pessoal no aprendizado de diferentes idiomas, incluindo o russo. Ela é frequentemente confundida como uma artista francesa devido à sua versatilidade no idioma francês.
Seu primeiro nome, Ingrid, foi dado a ela por seus pais em homenagem à atriz sueca Ingrid Bergman.

## Discografia

### Álbuns
- Rendez-vous (2003)
- La vie en rose (2004)
- Voila! (2005)
- Passion (2009)
- Lounge musique (2010)

### Singles
- 2002: "Tu es foutu / You Promised Me"
- 2003: "In-tango"
- 2003: "Shock"
- 2004: "Ah l'amour l'amour"
- 2004: "Milord"
- 2005: "Mama mia"
- 2006: "Oui"
- 2006: "Tu és là?" (feat. Pochill)
- 2006: "I Was A Yé-Yé Girl" (feat. Doing Time)
- 2008: "I Love" (feat. Jacek Stachursky)
- 2009: "Le dragueur"
- 2009: "Les fous"
- 2010: "Vive le swing"
- 2011: "Avec toi" (feat. Zoe Tiganouria)
- 2012: "Sweet Fairy Love" (feat. Lineki & Bern)
- 2012: "La trompette" (feat. Gary Caos & Rico Bernasconi)
- 2014: "J'adore"
- 2015: "Kiki Swing"
- 2016: "Chico Gitano"
- 2017: "Sois Italien" (Dimi-Nuendo)
- 2019: "Mon Amour"
- 2020: "Be Italian" (Step on the vírus)